# República Sèrbia de Krajina
|  | Per a altres significats, vegeu «Krajina (desambiguació)». |

La República Sèrbia de Krajina (en serbi: Republika Srbska Krajina (RSK); en ciríl·lic: Република Српска Крајина) va ser una entitat sèrbia autoproclamada a Croàcia l'any 1991, sense reconeixement internacional. Se situava al voltant de la frontera de Croàcia amb Bòsnia i Hercegovina.
Després del rebuig d'ambdós bàndols del pla de reintegració Z-4, que preveia un alt grau d'autonomia dins de Croàcia per a la regió de Krajina mentre que Eslavònia Oriental, Baranja i Šrem i Eslavònia Occidental es reincorporarien a Croàcia amb formes d'autonomia menors, el final de la RSK va arribar l'any 1995. Aquell any les forces croates van aconseguir el control de SAO Eslavònia Occidental a l'Operació Flaix el maig, seguida de la major part de la Croàcia ocupada a l'operació Tempesta a l'agost. La resta romania a l'Eslavònia oriental sota administració de les Nacions Unides fins a la seva reincorporació pacífica a Croàcia el 1998.